# Ivan I. Drašković
Ivan I. Drašković (* (?) Burg Bilina in Kroatien; † 7. September 1566 (?) in Szigetvár, Ungarn), war ein kroatischer Adliger aus dem Hause Drašković.

## Leben
Er war der Sohn von Bartolomäus Drašković (kroatisch Bartol Drašković) und dessen Ehefrau Anna Drašković geb. Utješinović. Wie seine älteren Brüder Georg (kroatisch ’’Juraj’’) und Kaspar (kroatisch ’’Gašpar’’) wurde er höchstwahrscheinlich in der Burg Bilina, westlich von Knin, geboren.
Er wird in mehreren Freibriefen der Familie sowie als Kavallerie-Befehlshaber erwähnt. Gemäß verfügbaren geschichtlichen Quellen starb er jung 1566 während der Schlacht von Szigetvár, Seite an Seite mit seinem Oberbefehlshaber Nikola Šubić Zrinski.
Ivan I. Drašković hatte keine Nachkommen. Das Adelsgeschlecht Drašković wird durch Ivans Bruder Kaspar (der 1569 das Schloss Trakošćan vom kroatisch-ungarischen König Maximilian bekam) und dessen Sohn Johann II. (kroat. Ivan II.), den späteren Ban von Kroatien, fortgesetzt.